# David dos Santos Pacheco
David dos Santos Pacheco, primeiro e único Barão dos Campos Gerais, (Lapa, 28 de junho de 1810 — 1 de novembro de 1893) foi um comerciante de gado e político brasileiro.

## Biografia
O cel. David era filho do capitão de ordenanças Manoel dos Santos Pacheco e de d. Maria Collecta da Silva e nasceu na cidade da Lapa, na primeira década do século XIX.
Como a sua cidade natal fazia parte do caminho dos tropeiros entre o Rio Grande do Sul e Sorocaba, é natural que o jovem David Pacheco fizesse desta atividade o seu aprendizado para o futuro. Desde muito jovem se fez tropeiro e logo após fez fortuna aproveitando a topografia da sua região, pois adquiriu terras e preparou-as para que as “comitivas” realizassem paradas de descanso e engorda dos animais em suas instalações, já que no primeiro trecho desta viagem os animais perdiam peso e consequentemente se desvalorizavam. Desta maneira tornou-se respeitado comerciante de gado e muares, ampliando suas posses e constituindo fazendas de criação no Rio Grande do Sul, em Rio Negro e Itapetininga. David Pacheco foi um dos maiores tropeiros do Brasil no século XIX.
O prestígio adquirido como comerciante de gado levou-o para a política, sendo ele um dos fundadores do Partido Liberal e exercendo cargos de nomeação e eletivo, a começar pela presidência da Câmara Municipal da Lapa e logo após deputado provincial, na primeira eleição da recém criada província (David foi um dos que batalharam, arduamente, para a emancipação política da 5° comarca de São Paulo), no biênio 1854 / 1855, chegando a exercer o cargo de vice-presidente do Paraná.
Tornou-se comandante da Guarda Nacional em Curitiba e durante a Guerra do Paraguai, organizou um batalhão de voluntários com 150 soldados que foram fardados e equipados à sua própria custa.
Em 31 de maio de 1880, recepcionou, em seu solar, a comitiva imperial composta pelo Imperador D. Pedro II, Dona Teresa Cristina, além de nomes importantes como o almirante Tamandaré e o presidente da província Sousa Dantas. Na qualidade de hospedeiro do monarca, comemorou essa feliz ato alforriando escravos que possuía em três fazendas, uma das quais estava situada em Passo Fundo, antecedendo em oito anos a própria Lei Áurea, tornando-se pioneiro da abolição da escravatura no Brasil e no Paraná. Três meses depois de ter recebido o imperador em sua residência, recebeu o título de Barão dos Campos Gerais. Outra honraria que obteve em vida foi o de ser Oficial da Imperial Ordem de Rosa.
Casou com Ana Pacheco de Carvalho, filha de Sebastião José Vaz de Carvalho e de d. Inácia Maria dos Santos e foi sogro do ministro paranaense Manuel Alves de Araújo.

### Falecimento e homenagens
David dos Santos Pacheco faleceu em sua terra natal no dia 1º de novembro de 1893.
A cidade da Lapa e a capital paranaense homenageiam a memória deste valoroso cidadão ao batizar uma de suas vias de Rua Barão dos Campos Gerais (em Curitiba no bairro Juvevê) e na terra natal do cel. David existe o Monumento ao Barão dos Campos Gerais, ponto turístico da cidade, que eterniza o legado do político, tropeiro e fazendeiro paranaense. Neste local encontram-se, desde 1963, os restos mortais do Barão e sua esposa, a Baronesa.